# Enina
Enina (în bulgară Енина) este un sat în Obștina Cazanlăc, Regiunea Stara Zagora, Bulgaria.

## Demografie
Componența etnică a satului Enina
     Romi (2,09%)
     Bulgari (90,59%)
     Nicio identificare (4,6%)
     Altele (3,14%)
La recensământul din 2011, populația satului Enina era de 2.477 locuitori. Din punct de vedere etnic, majoritatea locuitorilor (90,59%) erau bulgari, cu o minoritate de romi (2,09%). Pentru 4,6% din locuitori nu este cunoscută apartenența etnică.